# 21474 Pamelatsai
21474 Pamelatsai este un asteroid din centura principală de asteroizi.

## Descriere
21474 Pamelatsai este un asteroid din centura principală de asteroizi. A fost descoperit pe 21 aprilie 1998 la Socorro, New Mexico, în cadrul proiectului LINEAR. Asteroidul prezintă o orbită caracterizată de o semiaxă mare de 2,38 ua, o excentricitate de 0,09 și o înclinație de 6,4° în raport cu ecliptica.